# Machakos
Machakos est une ville kenyane située à 60 km au sud-est de Nairobi. Elle est la capitale de son district dans la province orientale. Elle est peuplée de 144 109 habitants (1999).

## Religion
Machakos est le siège d'un évêché catholique créé le 29 mai 1969.